# Кубок Глазго
Кубок Глазго — футбольный турнир по системе «на вылет» (Олимпийская система), в котором принимают участие команды из Глазго.
С первого розыгрыша в 1887 году и до 1988 года турнир разыгрывался между командами взрослых игроков, сейчас в нем принимают участие молодёжные команды пяти клубов: «Рейнджерс», «Селтик», «Клайд», «Партик Тисл» и «Куинз Парк».
Исторически в Кубке Глазго доминируют команды Old Firm: «Рейнджерс» и «Селтик», которые побеждали 48 и 33 раза соответственно. Появление европейских футбольных турниров привело к тому, что победа в Кубке ценится все меньше, в некоторых последних сезонах турнир не проходил вообще.

## Финалы
Последние 10 розыгрышей Кубка Глазго заканчивались следующим образом:
| Год  | Победитель | Счёт                  | Претендент |
| ---- | ---------- | --------------------- | ---------- |
| 2008 | Селтик     | 3:1                   | Рейнджерс  |
| 2009 | Рейнджерс  | 2:1                   | Селтик     |
| 2010 | Рейнджерс  | 2:1                   | Селтик     |
| 2011 | Селтик     | 1:0                   | Рейнджерс  |
| 2012 | Рейнджерс  | 1:1 (по пенальти 4:2) | Селтик     |
| 2013 | Рейнджерс  | 3:2                   | Селтик     |
| 2014 | Селтик     | 1:0                   | Рейнджерс  |
| 2015 | Селтик     | 2:0                   | Рейнджерс  |
| 2016 | Селтик     | 4:0                   | Рейнджерс  |
| 2017 | Селтик     | 2:1                   | Рейнджерс  |